# 東郷実 (海軍軍人)
東郷 実（とうごう みのる、1890年（明治23年）9月10日 - 1962年（昭和37年）4月22日）は、日本の海軍軍人。最終階級は海軍少将。元帥海軍大将東郷平八郎の次男。

## 経歴
東京府出身。東郷平八郎・てつ夫妻の二男として生まれる。学習院中等科を経て、1912年（明治45年）7月、海軍兵学校（40期）を卒業。1913年（大正2年）12月、海軍少尉に任官し「香取」乗組となる。
1919年（大正8年）12月、「金剛」分隊長となり、「天龍」分隊長、「浦風」砲術長、「長門」「山城」「日向」の各分隊長などを経て、横須賀海兵団分隊長兼教官に就任。1925年（大正14年）12月、海軍少佐に昇進した。1927年（昭和2年）5月、「多摩」砲術長に転じ、海兵教官兼監事、「八雲」「榛名」の各運用長を歴任。1932年（昭和7年）12月、海軍中佐に進級し「間宮」副長に発令された。
1933年（昭和8年）11月、「長鯨」副長に就任し、横須賀鎮守府付、「春日」副長、鎮海要港部参謀兼朝鮮総督府御用掛（嘱託）、大本営附属海軍諜報機関勤務を経て、京城在勤武官となり、1938年（昭和13年）11月、海軍大佐に昇進。同年12月、横須賀鎮守府付に転じ、大湊要港部港務部長兼分隊長、舞鶴鎮守府付、第二港務部長、「室戸」特務艦長を経て、1941年（昭和16年）10月、「尻矢」特務艦長に就任し太平洋戦争を迎えた。
1942年（昭和17年）3月、佐世保鎮守府付に転じ、福岡地方人事部長に異動。1943年（昭和18年）11月、海軍少将に進み横須賀鎮守府付となる。同月、軍令部出仕に移り、翌月、待命となり予備役編入。同時に充員召集され軍令部出仕兼海軍省出仕となる。1945年（昭和20年）8月、充員召集が解除された。その後、公職追放となった。墓所は多磨霊園。

## 栄典

### 位階
- 1914年（大正3年）1月30日 - 正八位[2]
- 1916年（大正5年）1月21日 - 従七位[3]
- 1940年（昭和15年）5月15日 - 正五位
- 1945年（昭和20年）8月1日 - 従四位・正四位

## 親族
- 兄 東郷彪（貴族院議員）
- 妻 八恵（鈴木大亮の孫）
- 長男 東郷良一（海軍大尉、戦死）
- 次男 東郷忠二
- 三男 東郷健三
  - 孫 東郷宏重（海上自衛官）